# Karabin maszynowy Madsen (wkm)
Wkm Madsen – duński wielkokalibrowy karabin maszynowy, jeden z najlepszych wkm-ów lat 30., o kalibrze 20 mm był przeskalowaną i przerobioną wersją rkm-u o tej samej nazwie.
W Danii był montowany na motocyklach, w samolotach, statkach i okrętach podwodnych oraz był używany jako działko przeciwpancerne i działko przeciwlotnicze. Eksportowany do Finlandii (montowany w samolotach i na okrętach oraz używany jako broń przeciwlotnicza), Syjamu (uzbrojenie samolotów), Polski (rozważany jako uzbrojenie tankietek TKS i czołgu 4TP); pojedyncze egzemplarze zakupione zostały przez Estonię, Norwegię, Szwecję, Francję, Niemcy, Czechosłowację i Belgię.

## Opis konstrukcji
Wkm Madsen był bronią samoczynno-samopowtarzalną. Zasada działania oparta była na krótkim odrzucie lufy. Zasilanie z magazynków o pojemności 25 naboi kalibru 20 mm. Mógł być montowany na trójnogu, na statycznej kolumnie do strzelania przeciwlotniczego, dwukołowej podstawie do strzelania przeciwpancernego lub na motocyklu Nimbus.